# 羽仁吉一

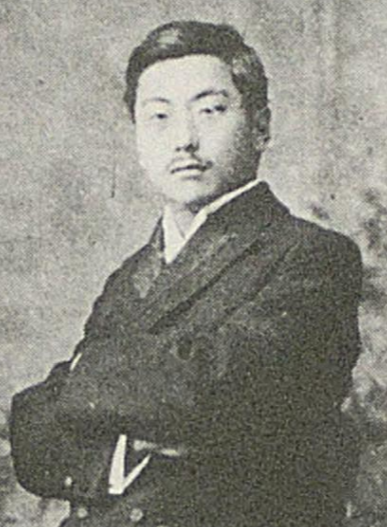
羽仁吉一（1901年）

羽仁 吉一（はに よしかず、1880年5月1日 - 1955年10月26日）は、日本のジャーナリスト、教育者。妻の羽仁もと子とともに自由学園を創立した。

## 来歴・人物
- 山口県三田尻（現防府市）出身で、戦国時代に厳島神主家に仕え、後に長州藩士となった羽仁家の一族である。羽仁家は毛利水軍の船倉取締の家柄。父鶴助は庭造りの名人で、長州藩主の毛利邸と別邸の作庭に尽力した[1]。
- 華浦小学校（現・防府市立華浦小学校）に入学。卒業後、漢学塾の周陽学舎（現・山口県立防府高等学校）に学ぶ。
- 上京し矢野龍渓の書生になる。1900年に報知社（後の報知新聞社）に入社。翌年一月には『報知新聞 』編集長となるが、同年十二月に同じ報知新聞記者の松岡もと子（羽仁）と結婚し退社。新潟の高田新聞社の主筆支局長となる。
- 1902年 再び東京に戻り、1903年に『家庭之友 』後の『婦人之友 』を創刊。
- 1921年 自由学園を創立。学園主をつとめる。「若いときから才幹のある人だったが、それを外には表さなかったし、過去を語ることもなかった、しかし学園についての重大な決定や持続的経営は、主に吉一がしたようだ」（森まゆみ）[2]。
- 1930年 全国友の会を妻のもと子と創立。「1935年、羽仁もと子が欧州から帰り、友の会を中心として、東北の飢餓救済に夢中になっている頃、」「いまは東久留米市となった南沢学園都市の分譲と自由学園の造園に専心していた」[2]。
- 1955年 心筋梗塞により死去。当時の男子部委員長(学生)で学校法人自由学園の理事長を務めた市岡楊一郎がお別れの言葉をいう。墓所は雑司ヶ谷霊園。

## 著書
- 『雜司ヶ谷短信』婦人之友社, 1956.7
- 『我が愛する生活』自由学園男子部開学五十周年記念出版委員会 編纂. 自由学園出版局, 1985.10
- 『自由人をつくる 南沢講話集』羽仁もと子共著, 自由学園創立七十周年記念出版委員会 編纂. 自由学園出版局, 1991.4
- 『真理によって歩む道 羽仁吉一・もと子と語る座談集』婦人之友社建業百周年記念刊行委員会 編. 婦人之友社, 2003.4

## 伝記
- 『自由学人羽仁吉一』自由学園出版局, 2006.9

## 関連人物
- 羽仁もと子
- 羽仁五郎
- 羽仁翹
- 天野貞祐
- 矢野龍渓
- 植村正久
- 安部磯雄
- 水木楊
- 羽仁説子
- 羽仁未央
- 羽仁進
- 羽仁知治
- 羽仁翹